# Kleine Hexe Klavi-Klack
Kleine Hexe Klavi-Klack ist eine achtteilige Hörspielserie für Kinder, die von 1978 bis 1981 auf Schallplatte und Kassette im Verlagshaus Gruner + Jahr erschienen ist. Das Buch schrieb Joachim von Ulmann nach einer Idee von Hans Englert. Sprecherin der Hexe Klavi-Klack war Ursela Monn. Regie bei allen Folgen führte Toyo Tanaka. 
In der Serie geht es um die kleine Hexe Klavi-Klack, die bei der 537 Jahre alten Hexe Morgana wohnt und immer neugierig auf neue Erfahrungen ist. 

## Inhalt

### Folge 1: Gespenstern mit Hypochondria
In der ersten Folge bekommt die Hexe Klavi-Klack ihren Namen. Eigentlich heißt sie "Hexe Klack". Aber als sie beim kleinen Fritzchen ist, der von seiner Klavierlehrerin Fräulein Melodia Tastenbruch streng unterrichtet wird, und ihm hilft, besser Klavier zu spielen, nennt er sie "Klavi-Klack". Als Klavi-Klack zurück zur Hexe Morgana fliegt, ist Klavi-Klacks Tante Hypochondria Säuerlich zu Besuch. Diese sucht für einige Jahre eine Vertretung für ihre Betätigung als Nachtgespenst, da sie sich von Müdigkeit und krankem Magen erholen muss. Um die kleine Hexe einzuweisen, nimmt die Tante sie mit zum Lehrer Pythagoras Oberschlau.

### Folge 2: Besenritt mit Karin und Fredi
Die Hexe Klavi-Klack möchte eine Zeitlang bei den Menschen leben und mietet ein Zimmer bei Ida Sauerteig (Edith Teichmann). Dort lernt sie den Mitmieter Alfi Ippelchen (Klaus Dittmann) und den Schornsteinfeger Benno Bäuchlein (Rolf Mamero) kennen. Später hilft sie Karin (Brigitte Schacht) und Fredi (Michael Maertens), die von ihrem großen Bruder Bodo (Michael Harck) unterdrückt werden. Zudem bringt sie die betrügerische Emmylinde Nasenbier (Siegfried Hackenberg) dazu, ihre Fehler wiedergutzumachen.

### Folge 3: Eine Urlaubsreise
Hexe Klavi-Klack fällt nur Unsinn bei ihrer täglichen Hexerei ein und beschließt daraufhin Hexenferien zu machen. Sie möchte im Urlaub auch auf ihren Besen verzichten und wählt die normalen Verkehrswege. Ihre Entscheidung fällt auf ein Schiff, auf dem sie Kapitän Hochwasser trifft. Dieser leidet unter tierischer Seekrankheit – worauf Klavi Klack eingreift und entgegen ihren Vorsätzen einen Rettungsdienst Hexspruch anwendet um das Schiff – welches in einen Sturm segelt – zu retten. Der Hexspruch misslingt und das Schiff strandet auf einer Insel. Kapitän Hochwasser ist empört und verlangt von Klavi-Klack, das Schiff wieder auf Meer zu bringen. Erneut auf hoher See überkommt Kapitän Hochwasser erneut die Übelkeit, woraufhin Klavi Klack ihn für 20 Tage gesund zaubert und ihm zu bedenken gibt seine Berufswahl zu überdenken. 
Ihre Reise geht weiter direkt in die Küche von Familie Süßlich. Gerlinde Süßlich und Sohn Eddi. Gerlinde ist sehr aufgebracht über Klavi Klacks Spontanbesuch und verbittet sich jegliche Zauberei in ihrer Küche. Klavi Klack muss feststellen, dass Gerlinde Süßlich ihren 10-jährigen Sohn wie ein Kleinkind behandelt und greift spontan erfolgreich ein. 
Nach Hexen-Urlaubspost gehts weiter ins Reisebüro Molly Teuerkauf, welche ihre ganz eigene Preispolitik betreibt. Nach heißen Diskussionen verschlägt es Klavi Klack zum stark übergewichtigem Bäcker Mehlwurm. Nach guten Ratschlägen trifft sie auf Heini und Erika, welche ihr Busfahrgeld auf dem Rummelplatz ausgegeben haben. Mit gezielter Belehrung und Hilfe bringt sie die beiden Kinder sicher nach Hause.

### Folge 4: Helfen ist schön
Klavi-Klack will den Streit der Geschwister Stefan und Claudia schlichten, dies stellt sich als äußerst schwierig heraus. Weiterhin trifft sie auf eine überstrenge Lehrerin und einen Uhrenkäufer, der die Zeit anhalten will.

### Folge 5: Träume zu verkaufen
Klavi-Klack hat sich bei Elfie Übersinn Träume erkauft, nun kann sie Tiere retten sowie die zänkische Hausmeisterin besänftigen.

### Folge 6: Die Sensation vom Rummelplatz
Der bettelarme Andy leidet unter seinem geizigen Vater. Ebenso muss sich Klavi-Klack wehren, als Objekt auf dem Rummelplatz ausgestellt zu werden.

### Folge 7: Guter Rat ist gar nicht teuer
Klavi-Klack leidet unter verschiedenen Krankheiten, bei dem Gedanken wird ihr unwohl.

### Folge 8: Rettung für verlassene Tiere
Klavi-Klacks Tante Hypochondria erteilt einen Auftrag: Sie soll sich um vernachlässigte Tiere kümmern. Ihr zur Seite steht die sprechende Möwe Jakob. Nach gelungener Aktion wird sie vom Reporter Egon Eilig befragt.

## Sprecher
| Rollenname             | Sprecher            |
| ---------------------- | ------------------- |
| Klavi-Klack            | Ursela Monn         |
| Morgana                | Gerda Gmelin        |
| Hypochondria Säuerlich | Edith Teichmann     |
| Fritz                  | Peter Maertens      |
| Melodia Tastenbruch    | Ursula Vogel        |
| Fistolin Leiseton      | Klaus Dittmann      |
| Eva                    | Brigitte Schacht    |
| Pythagoras Oberschlau  | Michael von Rospatt |
| Inspekt                | Kai Petri           |

| Rollenname          | Sprecher           |
| ------------------- | ------------------ |
| Klavi-Klack         | Ursela Monn        |
| Morgana             | Gerda Gmelin       |
| Ida Sauerteig       | Edith Teichmann    |
| Alfi Ippelchen      | Klaus Dittmann     |
| Fredi               | Michael Maertens   |
| Karin               | Brigitte Schacht   |
| Bodo                | Michael Harck      |
| Emmylinde Nasenbier | Siegrid Hackenberg |
| Benno Bäuchlein     | Rolf Mamero        |

| Rollenname         | Sprecher            |
| ------------------ | ------------------- |
| Klavi-Klack        | Ursela Monn         |
| Kapitän Hochwasser | Horst Keitel        |
| Frau Süsslich      | Gisela Trowe        |
| Edi                | Michael Maertens    |
| Molly Teuerkauf    | Diana Körner        |
| Franz Mehlwurm     | Michael von Rospatt |
| Erika              | Gabriele Libbach    |
| Heini              | Michael Harck       |

| Rollenname         | Sprecher            |
| ------------------ | ------------------- |
| Klavi-Klack        | Ursela Monn         |
| Claudia            | Gabriele Libbach    |
| Stefan             | Michael Harck       |
| Flora Besserwisser | Gisela Trowe        |
| Otto Fischke       | Michael von Rospatt |
| Anton Keinezeit    | Horst Keitel        |
| Klaus              | Michael Maertens    |
| Frau Umschalter    | Diana Körner        |

| Rollenname           | Sprecher            |
| -------------------- | ------------------- |
| Klavi-Klack          | Ursela Monn         |
| Elfi Übersinn        | Edith Teichmann     |
| Heini Grobermann     | Michael von Rospatt |
| Luise Schrill        | Andrea Grosske      |
| Heiko                | Michael Maertens    |
| Anna                 | Gabriele Libbach    |
| Kasimir Schummelchen | Klaus Dittmann      |

| Rollenname       | Sprecher           |
| ---------------- | ------------------ |
| Klavi-Klack      | Ursela Monn        |
| Eva Nirwana      | Edith Teichmann    |
| Andi             | Michael Maertens   |
| Fritz Raffke     | Michael von Rospat |
| Martha Schnurzke | Andrea Grosske     |
| Leo Emsig        | Klaus Dittmann     |
| Sabine           | Gabriele Libbach   |

| Rollenname     | Sprecher           |
| -------------- | ------------------ |
| Klavi-Klack    | Ursela Monn        |
| Maria Träge    | Andrea Grosske     |
| Frieda Knall   | Edith Teichmann    |
| Ede Schlitzohr | Klaus Dittmann     |
| Dieter         | Michael Maertens   |
| Conny          | Gabriele Libbach   |
| Artur Träge    | Michael von Rospat |

| Rollenname                 | Sprecher             |
| -------------------------- | -------------------- |
| Klavi-Klack                | Ursela Monn          |
| Susanne Suppenlatz         | Aranka Jaenke-Mamero |
| Mariechen Müller-Moosebach | Aranka Jaenke-Mamero |
| Frieda Falschgeld          | Gabriele Libbach     |
| Vogelhändlerin             | Gabriele Libbach     |
| Veronika Fummel            | Gabriele Libbach     |
| Richard R. Rüstig          | Rolf Mamero          |
| Zirkusdirektor Rex Sahnini | Rolf Mamero          |
| Schönherr Schlabberland    | Rolf Mamero          |
| Reporter Egon Eilig        | Michael Schlösser    |
| Jacob                      | Toyo Tanaka          |